# Карагем
Караге́м (тув. Кара кем — «обильная, родниковая река») — река в центральном Алтае, правый приток Аргута. Административно относится к Кош-Агачскому району Республики Алтай. Длина реки составляет 50 км, площадь водосборного бассейна — 780 км².

## Гидрология
Река берёт начало на южном склоне Северо-Чуйского хребта на высоте более 2500 м от слияния двух небольших рек — Левый Карагем (Абыл-Оюк) и Правый Карагем. Расход воды в устье Карагема при среднем уровне в июле и августе составляет 50—60 м³/с. Большинство притоков Карагема берёт своё начало с ледников, поэтому ледниковое питание реки составляет половину этого расхода.

### Притоки
(указано расстояние от устья)
- 29 км: Оштуайры (Караайры)
- 32 км: Камрю
- 40 км: Йолдоайры
- 50 км: Правый Карагем

## Туризм
Карагем является весьма популярным местом среди спортсменов-водников и туристов. Практически по всей её протяженности проходят те или иные водные маршруты. Спортивный сплав по Карагему обычно начинают от Карагемской поляны, расположенной чуть выше устья левого притока реки Йолдоайры на высоте около 1900 м. Наиболее сложным для прохождения является первое ущелье, длиной около 8 км и 19-ю порогами. Второе ущелье следует через 2 км после первого — здесь имеется 3 сложных порога. Перед третьим ущельем находится сложный порог «Разбойники» и две шиверы. В нижней части Карагема расположен каскад «Чибитских» порогов длиной около 3 км.
Участок реки Аргут, в которую впадает Карагем, протяжённостью около 7 км, до слияния этих рек носит название — Карагемский прорыв. Здесь Аргут, имеющий большой для горной реки расход воды, прорезает себе путь через Катунский хребет, образуя пятикилометровый каньон с уклонами до 25 м/км. Первое успешное прохождение Карагемского прорыва было совершено в 2003 году барнаульскими водниками — Александром Проваторовым, Сергеем Блошкиным, Владиславом Зыряновым на судне типа «бублик».

## Данные водного реестра
По данным государственного водного реестра России относится к Верхнеобскому бассейновому округу, водохозяйственный участок реки — Катунь, речной подбассейн реки — Бия и Катунь. Речной бассейн реки — (Верхняя) Обь до впадения Иртыша.

## Топографические карты
- Лист карты M-45-XXII Беляши. Масштаб: 1 : 200 000.